# Schlacht bei Kanton (Mai 1841)
Kowloon – 1. Chuenpi – 1. Chusan – Damm – 2. Chuenpi – Humen – First Bar Island – Whampoa Island – Broadway – 1. Kanton – 2. Kanton – Sanyuanli – Amoy – 2. Chusan – Zhenhai – Ningbo – Ciqi – Zhapu – Wusong – Zhenjiang – Nerbudda
Bei der Schlacht von Kanton vom 21. bis zum 26. Mai 1841 zerschlugen britische Truppen den organisierten Widerstand chinesischer Truppen bei Kanton nach einem gescheiterten Angriff des Qing-Militärs während des Ersten Opiumkriegs. Der Befehlshaber der Chinesen Yishan wurde durch die militärische Lage zum Abschluss eines Waffenstillstands mit den Briten gezwungen, nach dessen Erfüllung räumten die britischen Truppen die direkte Umgebung der Stadt gegen diplomatische Zugeständnisse wieder.

## Hintergrund
Nach den militärischen Niederlagen unter Lin Zexu und Qishan hatte Kaiser Daoguang die Generäle Yishan und Yang Fang beauftragt, die britischen Expeditionstruppen in Südchina zu vernichten. Qishan sollte hierfür mit dem Kommando über 17.000 Soldaten ausgestattet werden, die aus anderen Provinzen nach Guangdong beordert wurden. Ebenso stellten die Qing örtliche Milizen von rund 36.000 Mann auf. Yishan nahm kurz nach seiner Ankunft in Kanton Nachrichten mit dem Oberbefehlshaber der Briten Charles Elliot auf und riet diesem unter Hinweis auf die zahlenmäßige Überlegenheit der chinesischen Streitkräfte, einen Friedensschluss zu suchen.
Yishan plante einen Überraschungsangriff, der sich vor allem auf Feuerschiffe und irreguläre Küstenmarinesoldaten stützte. Die Irregulären wurden als Yong nur zeitweise zum Militärdienst rekrutiert. Yishan führte den Angriff nur mit einem kleinen Teil seiner Kräfte – 1000 Soldaten und 700 Yong – durch. Zum Zeitpunkt des Angriffs waren die ihm zugesagten Verstärkungen noch nicht vollständig in Kanton eingetroffen. Ziel des Angriffs war der Händlerbezirk der Dreizehn Faktoreien in Kanton, den die Briten im März desselben Jahres besetzt hatten. Der Hauptteil von Yishans Streitkräften setzte sich aus Bodentruppen zusammen, welche nicht in Seegefechte eingreifen konnten. Yishan verteilte seine insgesamt 25.000 Soldaten auf Kanton und die Umgebung, um eine Verteidigung an Land gewährleisten zu können. Die größten Kontingente waren 4500 Mann in Yantang und 4300 Mann auf der Stadtmauer der Neustadt. Der Rest war in kleineren Kontingenten von 1000 bis 2500 Mann verschiedenen Positionen zugewiesen.

## Verlauf

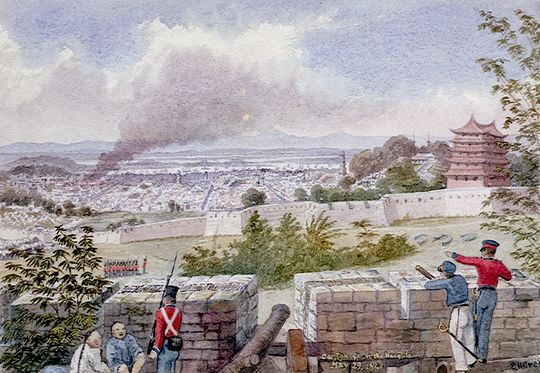
Britische Artilleriestellung vor Kanton

Am 21. Mai 1841 lagen die britischen Kriegsschiffe Modeste, Algerine, Pylades, Nemesis und Louisa vor den Dreizehn Faktoreien, sowie das bewaffnete Handelsschiff Aurora. Um 23 Uhr sichteten die Briten rund einhundert auf sie zukommende Feuerschiffe, die teils schon in Brand gesetzt waren. Die britischen Schiffe konnten diesen ausweichen und sie wirksam unter Feuer nehmen. Hieraus entwickelte sich auch ein Artilleriegefecht mit den chinesischen Küstenbatterien. Ein ähnlicher Angriff wurde gegen die westlich von Kanton liegende Alligator zur selben Zeit durchgeführt. Die Angriffe mit Feuerbooten und Yong brachen rasch zusammen und erzielten keine Verluste bei den britischen Schiffen. Am 23. März 1841 meldete Yishan jedoch tatsachenwidrig in einem Bericht an Daoguang die Vernichtung zweier britischer Kriegsschiffe durch Brand und den Tod zahlreicher britischer Soldaten.
Am selben Tag erschienen britische Verstärkungen, welche Elliot bereits Tage vor der Schlacht aus Hongkong angefordert hatte. Die Stärke der britischen Expeditionsflotte vor Kanton betrug somit elf konventionelle Kriegsschiffe, zwei dampfgetriebene Kriegsschiffe, rund 2300 Heeressoldaten und 1200 Angehörige der Royal Navy. Am selben Tag führte die Sulphur eine Aufklärungsmission flussaufwärts durch. Bei dieser vernichtete sie 28 chinesische Seefahrzeuge. Am Folgetag eröffneten die Briten die Schlacht mit zwei getrennt operierenden Flottenverbänden, welche die Küstenbefestigungen von Ost und West unter Feuer nahmen. Im Zentrum des Schlachtfelds setzte das dampfgetriebene Kriegsschiff Nemesis die rund 2300 Fußsoldaten ab.
Diese führten insgesamt zehn Artilleriegeschütze und zwei Raketenwerfer mit sich. Den Briten gelang es schnell, die verbliebenen Soldaten und Befestigungen auszuschalten. Nach einem kampflosen Tag nahm das britische Landungsdetachment am 26. Mai 1841 die Anhöhen nördlich der Stadt ein. Am selben Tag wurde in der Stadt die Weiße Fahne gehisst, da diese nun von zwei Seiten unter Feuer genommen wurde. Die britischen Truppen zählten 15 Tote und 112 Verwundete in ihren eigenen Reihen.

## Folgen
Aufgrund der militärischen Lage stimmte Yishan einem Abkommen mit Elliot zu. Diesem gemäß sollte Yishan seine Truppen aus der Stadt zurückziehen, sechs Millionen Yuan für die Expeditionskosten der Briten bezahlen und auch die Kosten für die Zerstörungen und Plünderungen an den Faktoreien entschädigen. Im Gegenzug würde sich die britische Flotte jenseits des Humen zurückziehen und die Soldaten die Küste räumen. Yishan konnte die Niederlage vor Daoguang nicht geheim halten, führte sie jedoch in seinen Berichten auf Han-Verräter zurück, welche die Bodentruppen des Angriffs gestellt hätten und aus dem Nichts gekommen seien. Das Abkommen wurde von Yishan vor dem vereinbarten Termin erfüllt und die Briten räumten Kanton bis zum 1. Juni 1841.
Während des kurzen Aufenthalts der Briten in Guangdong kam es bei Sanyuanli zu einer Konfrontation mit einer spontan zusammengekommenen Bauernmiliz von mehreren zehntausend Mann.